# أرمونقارد الناربونية

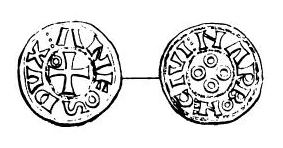
A denier minted by Alphonse at Narbonne during the minority of Ermengard (1134–43) bearing the obverse inscription DUX ANFOS and on the reverse CIVI NARBON

أرمونقارد الناربونية. من المفروض ولدت في حوالي 1127/1129 وتوفي في روسيون في 1196 أو 1197، فيكونتيسة ناربون 1134 إلى 1192/3، هي شخصية سياسية هامة لأوكسيتاني في النصف الثاني من القرن الثاني عشر.
ابنت (Aimery II of Narbonne) وزوجته الأولى، واسمه أيضا أرمونقارد.

## وصلات خارجية
- André le Chapelain and the Treatise on Courtly Love (French)
- Commercial treaty between Genoa et Narbonne (November 12, 1166) (in Latin)
- Testament of Ermengarde (April 30, 1196) (in Latin)